# 傑米·謝爾丹
傑米·謝爾丹（英語：Jamey Sheridan，1951年7月12日—）是美國的一位演員。他的演藝事業包括戲劇、電影和電視劇。他出生在一個演員世家，並獲得過1987年托尼獎的提名。自1980年代後期，他開始出演電影。